# NGC 6355
NGC 6355 is een bolvormige sterrenhoop in het sterrenbeeld Slangendrager. Het hemelobject werd op 24 mei 1784 ontdekt door de Duits-Britse astronoom William Herschel.

## Synoniemen
- GCL 63
- ESO 519-SC15